# スペンス (駆逐艦)
スペンス (USS Spence, DD-512) は、アメリカ海軍の駆逐艦。フレッチャー級駆逐艦の1隻。艦名はスループ「オンタリオ」および米英戦争で拿捕しアメリカ海軍籍に編入した6等艦「サイアン」の指揮を執ったロバート・T・スペンス（1785年 - 1826年）にちなむ。

## 艦歴

### 1943年
「スペンス」はメイン州バスのバス鉄工所社で1942年5月18日に起工し、10月27日にエーベン・ラーンド夫人によって進水。艦長H・J・アームストロング少佐の指揮の下1943年1月8日に就役する。
就役後、「スペンス」は2月8日から28日までグアンタナモ湾で慣熟訓練を行い、4月まで大西洋とカリブ海および大西洋とカサブランカ間の護衛任務を行ったあと西海岸に回航され、7月25日にサンフランシスコを出港して太平洋戦線に向かった。8月25日、空母「プリンストン (USS Princeton, CVL-23) 」および「ベロー・ウッド (USS Belleau Wood, CVL-24) 」を中心とする第11.2任務群を護衛し、ベーカー島攻略作戦を支援した。9月13日に作戦終了後はエファテ島に向かい、9月18日にポート・ハヴァンナに帰投した。その後「スペンス」は第23駆逐艦戦隊 (23rd Destroyer Squadron) 隷下の第46駆逐艦隊 (46th Destroyer Division) に編入され、9月22日にツラギ島に向けて出港。ソロモン諸島の戦いの後半戦に参加し、9月28日にコロンバンガラ島に残る日本軍に対する掃討戦と、コロンバンガラ島とベララベラ島間の哨戒にあたった。10月1日から2日にかけての深夜、ベララベラ島近海で物資輸送にあたっていた日本軍のはしけ群を発見して攻撃し、20隻ばかりを撃ち沈めたと報じた。10月の残り期間は、前半はツラギ島パーヴィス湾を中心とする哨戒と護衛に任じ、月の最後にはトレジャリー諸島攻略作戦の支援を行った。
10月23日、アーレイ・バーク大佐が司令として第23駆逐艦戦隊に着任し、以降の戦いで「リトル・ビーバー」と呼称された部隊を率いることとなった。11月1日、「スペンス」はブーゲンビル島の戦いの支援でブーゲンビル島タロキナ岬およびショートランド諸島に対する砲撃を行った。翌11月2日未明、アーロン・S・メリル少将率いる第39任務部隊はエンプレス・オーガスタ湾を哨戒中、2隻の重巡洋艦、2隻の軽巡洋艦および少なくとも6隻の駆逐艦を有する日本艦隊の動きを傍受し、「スペンス」のレーダースクリーンにも2時31分、26キロの距離にある日本艦隊と思しき目標を探知した。第39任務部隊と大森仙太郎少将率いる日本艦隊との間で繰り広げられたブーゲンビル島沖海戦において、スペンスは第46駆逐艦隊司令バーナード・L・オースティン中佐に率いられて南側から日本艦隊に迫ろうとしたが指揮が拙く、駆逐艦「サッチャー (USS Thatcher, DD-514) 」と衝突した挙句、水線下に命中弾を蒙ったものの戦闘を継続した。やがて目標を発見し、3,000ヤード (2.7 km) の距離から雷撃を行って目標から黒煙が上がるのを認めた。バーク大佐直卒の第45駆逐艦隊 (45th Destroyer Division) との接触ののち、4,000ヤード (3.7 km) の距離に発見した新たな目標に対して砲撃を行い、1隻の目標が火災を発しながら沈みつつあった。「スペンス」は弾薬不足により戦場を離れたが、この目標、駆逐艦「初風」は第45駆逐艦隊の攻撃により沈没し、先に交戦した軽巡洋艦「川内」も沈没していった。夜が明けると70機から80機ばかりの日本機が空襲を仕掛け、メリル少将の旗艦である軽巡洋艦「モントピリア (USS Montpelier, CL-57) 」に二発の命中弾を与えたものの20機以上を失った。海戦は、日本艦隊の退却で終わった。
「スペンス」は11月3日にパーヴィス湾に帰投し、翌11月4日にはクラ湾に向かう軽巡洋艦「ナッシュビル (USS Nashville, CL-43) 」の護衛として出撃する。11月5日にトレジャリー諸島の北西海域に達したとき、「ナッシュビル」と「スペンス」は日本機の空襲に遭ったものの、「スペンス」の右舷の至近75ヤード (69 m) に落下した一発を含む三発の爆弾は命中しなかった。続く3週間、「スペンス」はクラ湾とパーヴィス湾の間の哨戒に任じていた。このころ、諜報により日本軍がブカ島から航空要員などを撤収させようとする動きが察知された。11月24日、無線連絡でニュージョージア島とアルンデル島の間にある泊地で燃料補給中の第23駆逐艦戦隊に「東京急行」を脱線させる命令が下った。しかし、第23駆逐艦戦隊は全艦の給油が終わっておらず、「スペンス」を含む燃料満載の艦のみの出動となった。「リトル・ビーバー」第23駆逐艦戦隊はブカ島とラバウル間の海域を哨戒し、11月25日1時42分にセント・ジョージ岬沖で「スペンス」のレーダーは22,000ヤード (20 km)の距離に目標を探知した。2つの駆逐艦隊は2つの目標に対して魚雷を発射し、命中を記録。間もなく新しい3つの別の目標が探知され、バーク大佐の第45駆逐艦隊がこれに襲いかかり、「スペンス」と駆逐艦「コンヴァース (USS Converse, DD-509) 」は残的掃討に移った。最初の攻撃では駆逐艦「大波」を瞬時に爆沈して「巻波」も集中砲火を浴びて2時53分に沈没。続く攻撃では第45駆逐艦隊が駆逐艦「夕霧」を撃沈した。一連の海戦、セント・ジョージ岬沖海戦はアメリカ側の完勝に終わった。第23駆逐艦戦隊は感謝祭の日にパーヴィス湾に帰投した。帰投後は1944年1月までパーヴィス湾外の哨戒にあたった。

### 1944年
1944年2月5日、「スペンス」はブカ島南東のハヘラ・プランテーションへの艦砲射撃を実施。翌2月6日にはグリーン諸島近海に進出して日本軍の輸送はしけを撃沈した。2月9日から10日にかけての夜にはブーゲンビル島のティアラカとテオパシノに対して砲撃を行い、ブーゲンビル島に展開する味方陸上部隊の支援を行った。2月18日にはカビエンとセント・ジョージ岬に対して艦砲射撃を行ったあとトラック諸島間の日本側の交通路を断つためカビエン北方海域に展開し、2月22日には駆逐艦「コンウェイ (USS Conway, DD-507) 」とともに曳船「長浦」を発見して、砲撃により撃沈した。
3月に入り、「スペンス」は第39任務部隊とともにエミラウ島の無血占領を支援し、支援終了後の3月27日にはパーヴィス湾を出てパラオ、ヤップ島、ウルシー環礁およびウォレアイ環礁を含むカロリン諸島への攻撃を行う第58任務部隊（マーク・ミッチャー中将）に合流する。4月13日から25日の間も、ホーランジアの戦いの一環でタナメラ湾とフルボント湾に上陸する味方部隊の支援を行う第58任務部隊の護衛に従事し、4月29日と30日にトラック諸島を攻撃したのち5月4日にマジュロに帰投し、6月5日まで停泊した。
「スペンス」は第58.4任務群（ウィリアム・K・ハリル少将）に編入され、6月6日にマリアナ諸島へ打撃を与えるべく出撃。任務群は6月16日に硫黄島を攻撃したのち南下し、6月19日から20日にかけてのマリアナ沖海戦では、いわゆる「マリアナ沖の七面鳥撃ち」に加わった。6月23日から24日にかけて任務群の航空機はサイパン島、グアムおよびロタ島の陸上施設を爆撃し、これに呼応してスペンスも6月26日から艦砲射撃を行って、翌6月27日には2隻のサンパンを撃沈した。7月に入ってエニウェトク環礁に下がったスペンスは、次いで8月4日に出港して真珠湾経由、8月18日にサンフランシスコに到着して9月中はオーバーホールに充てられた。オーバーホールが終わって10月5日に出港し、真珠湾とマーシャル諸島を経由して10月31日にエニウェトク環礁に到着。第38任務部隊（ジョン・S・マケイン・シニア中将）指揮下の第38.1任務群（アルフレッド・E・モントゴメリー少将）への合流を命じられ、11月上旬にウルシーに到着した。第38.1任務群に合流後の11月中から12月上旬にかけては、一貫してフィリピンの戦いの支援にあたった。

### コブラ台風
12月10日、第38任務部隊はミンドロ島の戦いの支援のためウルシーを出撃。12月17日にスペンスは著しく消費した燃料の補給のためにウィリアム・ハルゼー大将の第3艦隊旗艦であった戦艦「ニュージャージー (USS New Jersey, BB-62) 」に接近するが、任務部隊が巨大なコブラ台風に入りつつあった時期、スペンスの船体は大きくローリングして何度かニュージャージーと衝突しそうになり、補給は失敗した。ハルゼー大将は「スペンス」を給油艦に向かわせるよう指示を出したが、風雨はますます強さを増しており、給油艦からの補給も成功しなかった。12月18日午前、「スペンス」の空タンクにバラスト代用の海水が15,000ガロン注入されたが、動揺は収まらず10時50分に海水が機械室に流れ込んで艦のすべての電力が失われた。「スペンス」は左舷側に大きく傾いた末、11時30分ごろに横転し船体が2つに割れて沈没した。スペンスの乗組員は24名のみが生き残った。駆逐艦「ハル (USS Hull, DD-350) 」と「モナハン (USS Monaghan, DD-354) 」もコブラ台風で沈没した。「スペンス」は1945年1月19日に除籍された。
「スペンス」は第二次世界大戦の戦功で8個の従軍星章を受章した。